# Колонна Мира
Колонна Мира (итал. Colonna della Pace) — памятник истории и архитектуры на площади перед собором Санта-Мария-Маджоре в Риме. Возведена по распоряжению папы Павла V в 1614 году архитектором Карло Мадерной. Годом позже по проекту Мадерны ансамбль Колонны мира дополнил фонтан. Коринфская колонна, использованная при возведении Колонны мира, единственная уцелевшая колонна из восьми, поддерживавших свод Базилики Максенция. Колонну венчает бронзовая статуя Богородицы с Младенцем работы скульптора Гийома Бертло.

## История
Рим обладает пальмой первенства среди всех столиц мира по количеству монументов в виде колонн и обелисков. Монументы возводились на протяжении веков, начиная с античности. Строительный бум позднего Возрождения стал причиной нескольких крупномасштабных строительных проектов по перенесению и повторному возведению колонн и обелисков, а также реконструкции сохранившихся на своих оригинальных местах, но посвящённых уже новым христианским символам и святым. Транспортировка и установка на новых местах древних обелисков и колонн представляли довольно сложные в планировании и исполнении инженерные проекты. Доменико Фонтана в 1586 году организовал транспортировку ассуанского гранитного 330-тонного обелиска от бывшего цирка Нерона до площади перед собором Святого Петра. Операция потребовала 40 000 фунтов пеньковых канатов, 900 человек и 72 лошади. Процесс перевоза этого обелиска отлично задокументирован. Меньше повезло единственной сохранившейся колонне (последней из восьми) базилики Максенция. В 1614 году по приказу Павла V её перенесли на площадь перед папской базиликой Санта-Мария-Маджоре. Подробных описаний или иллюстраций современников для понимания процесса транспортировки не сохранилось. Хотя колонна была значительно ниже и легче 25-метрового гранитного обелиска, её перемещение не было проще. Из-за значительного расстояния между территорией форумов и базиликой Санта-Мария-Маджоре процесс был довольно сложной инженерной задачей и должен был привлечь внимание современников. Руководил проектом племянник Доменкико Фонтаны Карло Мадерна, начинавший свою карьеру в Риме под его руководством и участвовавший в строительных работах на площади Святого Петра.